# تشارلز غرانت
تشارلز غرانت (بالإنجليزية: Charles Grant)‏ هو سياسي أسترالي، ولد في 25 أبريل 1878 في أستراليا، وتوفي بنفس المكان في 14 ديسمبر 1943. حزبياً، نشط في Nationalist Party (Australia) ‏ وحزب أستراليا المتحدة.

## مناصب
- انتخب عضو مجلس نواب تسمانيا عن دائرة دنيسون [الإنجليزية]‏ (30 مايو 1928 – 2 مارس 1932).
- انتخب عضو مجلس الشيوخ الأسترالي [الإنجليزية]‏ عن دائرة Tasmania ‏ (3 مارس 1932 – 30 يونيو 1941).
- انتخب عضو مجلس نواب تسمانيا عن دائرة دنيسون [الإنجليزية]‏ (10 يونيو 1922 – 3 يونيو 1925).
- انتخب عضو مجلس الشيوخ الأسترالي [الإنجليزية]‏ عن دائرة Tasmania ‏ (29 يوليو 1925 – 13 نوفمبر 1925).